# Jardines de la Rambla de Sants
Los jardines de la Rambla de Sants son unos jardines elevados situados en el barrio de Sants de Barcelona (España). Se ubican en la rambla de Sants —también conocida como «cajón de Sants», por la estructura de cemento—, sobre las vías de tren y metro (de la línea 1) paralelas a la calle de Antonio de Capmany. Obra de Ana Molino y Sergi Godia, fueron inaugurados el 20 de agosto de 2016.
Los jardines cubren mayoritariamente con plantaciones autóctonas (viñas, rosales, pomelos, granados, tomillo) los 760 metros de longitud de la rambla (unas 6 hectáreas), que consta también de zonas de juego infantil, un bar y un biblioparque.

## Historia y descripción

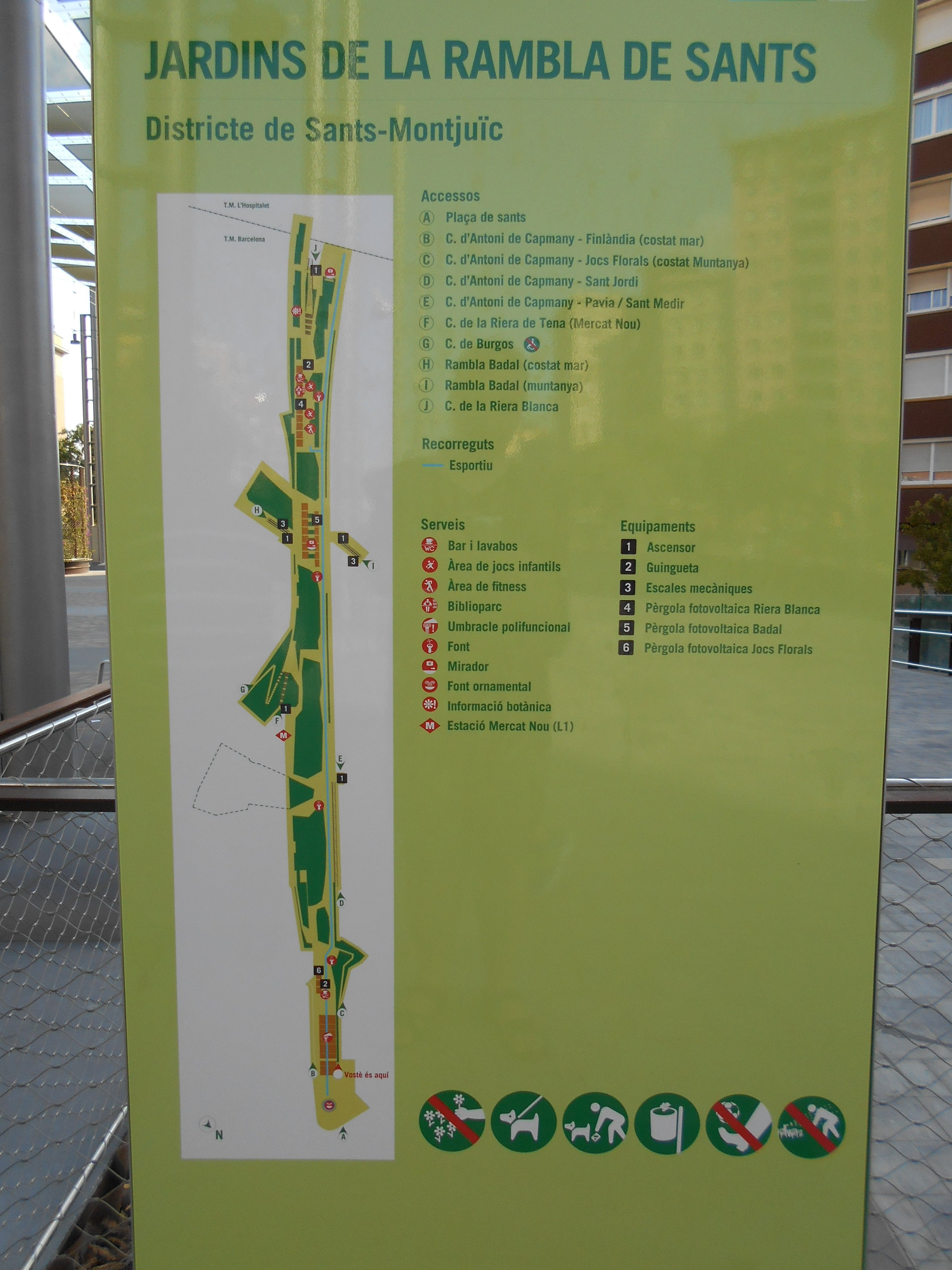
Plano de los jardines.

Los jardines se sitúan en una plataforma elevada situada sobre las vías de tren y metro, siguiendo el recorrido de la calle de Antonio de Capmany, entre la plaza de Sants y la calle de la Riera Blanca, un tramo de 760 metros lineales y una anchura media de 30. Quedan interrumpidos en el límite con la ciudad de Hospitalet de Llobregat, con una posible prolongación en el futuro en esa localidad. Para facilitar la movilidad disponen de rampas, ascensores y escaleras mecánicas. Las obras de la nueva zona verde, que conecta los barrios de Sants y La Bordeta, han durado 23 meses, y han tenido un coste de 22,2 millones de euros. La superficie total del parque es de 31 300 m².
La cobertura de las vías de tren era una antigua reclamación vecinal. En 2012 se cubrieron con un cajón que las aislaba del entorno, pero que aún dificultaba el tránsito vecinal; con esta segunda fase de enjardinamiento efectuada en 2016 se ha dado por concluido el viejo proyecto que demandaban los vecinos —aunque la cobertura no era la idea original, sino el soterramiento—. El nombre de rambla de Sants fue escogido igualmente por los vecinos en un proceso consultivo. Considerados como la «primera rambla aérea de Barcelona», los jardines se encuentran a una altura de entre 6 y 14 metros sobre el nivel de la calle. Ello ha generado algunas críticas por su proximidad a algunos de los inmuebles aledaños, cuyos vecinos han denunciado la pérdida de su intimidad.
Los jardines han sido diseñados con criterios de sostenibilidad, con iluminación de ledes, energía fotovoltaica y riego por aguas freáticas. Para la vegetación se han escogido preferentemente especies autóctonas, que están señalizadas con carteles disponiendo un recorrido botánico. En la parte final del recorrido, en el límite con Hospitalet, se ha dispuesto un «jardín didáctico» que muestra cómo era la zona en el siglo XVIII.
El recorrido se inicia desde la placita Ramon Torres i Casanovas —frente a la plaza de Sants— con una fuente ornamental de varios surtidores y luces led. A continuación, se halla un umbráculo que genera un espacio polivalente de 660 m². Los jardines cuentan con un área infantil, aparatos para el ejercicio físico, lavabos, un bar y un biblioparque, además del recorrido botánico. Entre el mobiliario urbano destacan las fuentes modelo Caudal y los bancos modelo Neorromántico Liviano.
En el futuro queda pendiente una tercera fase de las obras que implica la urbanización del entorno de Can Vies, un centro okupa desalojado en 2014.

## Vegetación

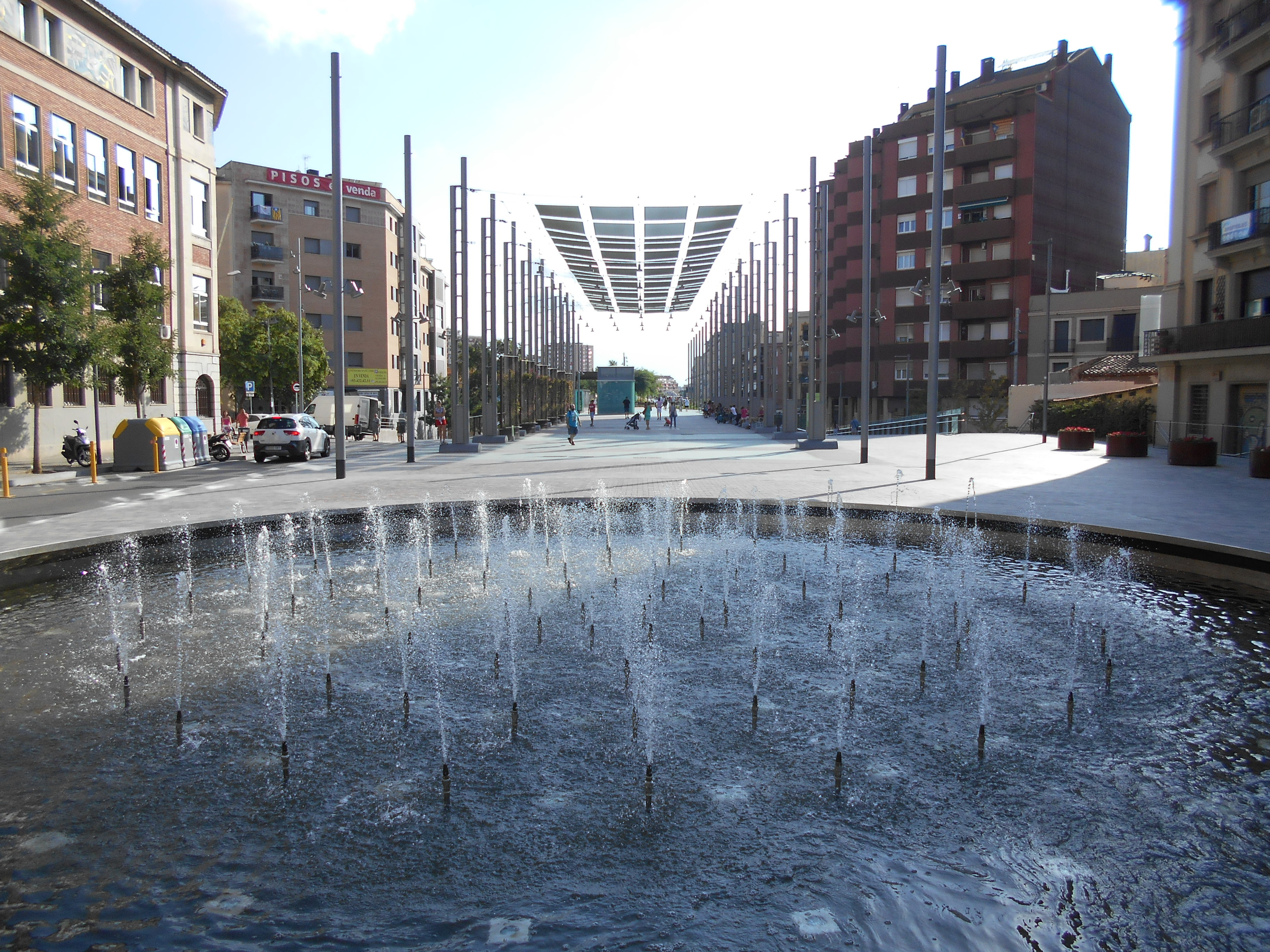
Entrada a los jardines por la plaza de Sants.

Entre las diversas especies vegetales del parque se encuentran: el bulbine (Bulbine frutescens), el espliego (Lavandula angustifolia), la olivilla (Teucrium fruticans ‘Azureum’), el manzano ornamental (Malus sp Evereste ‘perpetu’), la grevillea tamborita (Grevillea lanigera ‘Mount Tamboritha’), la jabonera de la China (Koelreuteria paniculata), el rosal ‘Bet Figueras’, el rosal ‘Drift Red’, la lantana rastrera violeta (Lantana montevidensis ‘Violet’), el durillo (Viburnum tinus), el madroño (Arbutus unedo), el tomillo (Thymus vulgaris), el romero (Salvia rosmarinus), la estepa blanca (Cistus albidus), el cerrillo (Hyparrhenia hirta), la alfalfa (Medicago sativa), la vid (Vitis vinifera), el lirio amarillo (Iris pseudoacorus), el barrón (Ammophilia arenaria), el cárice de río (Carex riparia), el junco de mar (Bolboschoenus maritimus), el granado (Punica granatum), el fenazo (Brachypodium retusum), el brezo blanco (Erica arborea), el labiérnago (Phillyrea angustifolia), el árbol del coral (Erythrina crista-galli), el jazmín estrella (Trachelospermum jasminoides), la gaura (Gaura lindheimeri), la lantana rastrera blanca (Lantana montevidensis ‘Alba’), la hiedra (Hedera helix), la vinca menor (Vinca minor), el falso lirio blanco (Dietes grandiflora), la abelia nana (Abelia × grandiflora ‘prostrata’), la sófora (Sophora japonica) y la tipuana (Tipuana tipu).